# Pryozerne (przystanek kolejowy)
Pryozerne (ukr. Приозерне, ros. Приозерное) – przystanek kolejowy w miejscowości Pryozerne, w rejonie iwanofrankiwskim, w obwodzie iwanofrankiwskim, na Ukrainie. Położony jest na linii Tarnopol – Stryj.
Przystanek istniał przed II wojną światową